# Hamodactylus aqabai
Hamodactylus aqabai är en kräftdjursart som beskrevs av Bruce och Pravdomil Svoboda 1983. Hamodactylus aqabai ingår i släktet Hamodactylus och familjen Palaemonidae. Inga underarter finns listade i Catalogue of Life.